# Amalia Zaldúa
Amalia Zaldúa (* 29. Oktober 1927 in Tacuarembó, Uruguay) ist eine uruguayische Chorleiterin.
Die seit 1937 in Salto wohnhafte Lehrerin Zaldúa übernahm 1965 den Lehrstuhl für Chorleitung und musikalische Erziehung am Instituto Normal in Salto. 1977 folgte die Gründung des Chores Cantares, zu dessen Unterstützung sie vier Jahre später auch die Asociación Coral Cantares ins Leben rief. Neben zahlreichen Aufführungen in der Heimatstadt oder dem Teatro Solís trat sie mit ihrem Chor auch international in Erscheinung. So nahm man bereits im Gründungsjahr am Internationalen Festival im spanischen Extremadura teil, später folgten Auftritten in Rom und in den Jahren 1993 und 1997 im Vatikan. Erneut in Spanien war sie mit ihrem Chor auf der 20. Internationalen Chorwoche von Álava und 2001 bei den dritten Chortagen von Burgos präsent. 2011 kündigte Zaldúa den Rücktritt von ihrer leitenden Funktion an.